# Hagnó de Tars
Hagnó (grec antic: Ἁγνών, llatí: Hagnon) fou un retòric grec nadiu de Tars que va escriure una obra contra la retòrica, que Quintilià denomina Rhetorices accusatio. Alguns pensen que és la mateixa persona que Agnònides, el contemporani de Foció, atès que hi ha manuscrits de Corneli Nepot que esmenten Hagnó parlant de Foció, però segons les referències de Quintilià és quasi segur que aquest Hagnó era d'una època molt posterior.